# United Paramount Network
UPN (wat in het verleden voor United Paramount Network stond) was een televisienetwerk in de Verenigde Staten, dat in handen was van CBS Corporation, dat ook het CBS-televisienetwerk bezit. Dit betekent dat in sommige steden in Amerika CBS Corp geaffilieerd is aan twee televisiestations, een CBS-station en een UPN-station. De meeste grote steden hebben in totaal tussen vijf en zeven televisiestations. In de Verenigde Staten wordt dit wel een 'duopolie' genoemd.
Op 15 september 2006 stopte UPN met uitzenden en ging gedeeltelijk op in het nieuwe The CW Television Network.

## Programmering
- America's Next Top Model
- Britney & Kevin: Chaotic
- Buffy the Vampire Slayer
- Roswell
- Star Trek
- The Sentinel
- Veronica Mars
- WWE SmackDown

- Gemeinsame Normdatei: 10189737-6
- Library of Congress Control Number: nr96006812
- Virtual International Authority File: 145274588